# Xanthoparmelia subdiffluens
Xanthoparmelia subdiffluens är en lavart som beskrevs av Hale. Xanthoparmelia subdiffluens ingår i släktet Xanthoparmelia och familjen Parmeliaceae.   Inga underarter finns listade i Catalogue of Life.